# Erős Vilmos
Erős Vilmos, születési nevén Steiner Vilmos (Komárom, 1877. december 23. – Budapest, Józsefváros, 1928. március 29.) zsidó származású magyar újságíró, ügyvéd.

## Életútja
Steiner István és Neuhauser Ilona fiaként született. Steiner családi nevét 1901-ben Erősre változtatta. Országos hírű jogi szemináriuma hosszú időn át komoly szerepet vállalt a jogásznemzedékek nevelésében. Egy ideig közigazgatási-jogi szaklapot szerkesztett, majd Gaár Vilmos kúriai tanácselnökkel adóügyi könyvet írt. Tizenöt éven át munkatársa volt a Pesti Hírlap szerkesztőségének. Egy ideig a Magyar Újságírók Egyesületének ügyésze volt. Halálát légzési bénulás, véres agyguta és gerincsorvadás okozta. Felesége Thoma Eugénia volt.
Síremlékét a Kerepesi temetőben 1930 júniusában avatták fel.

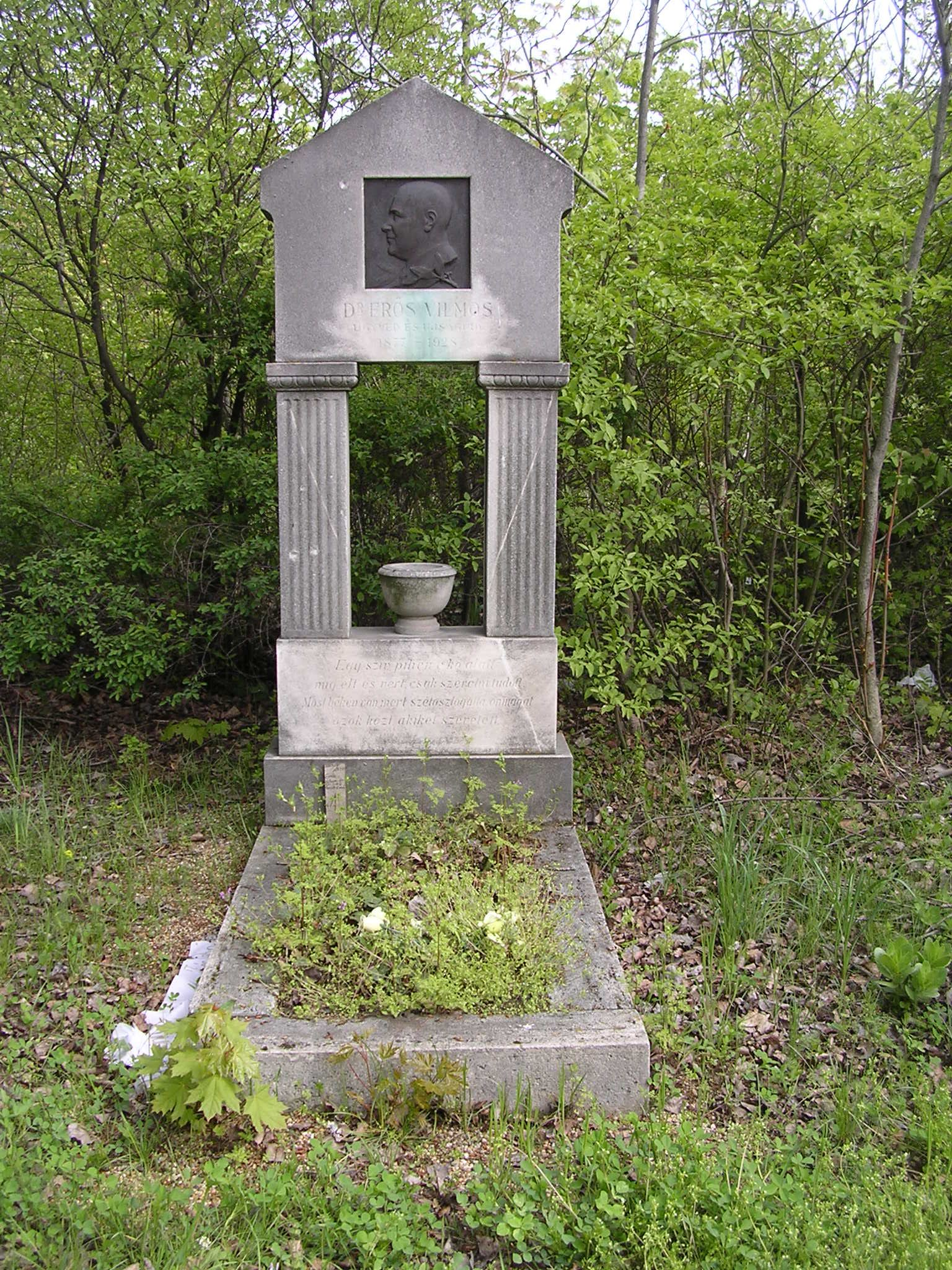
Sírja a Fiumei úti sírkertben. Bronz relief alkotója: Vass Viktor